# Christus-Kirche (Hollen)

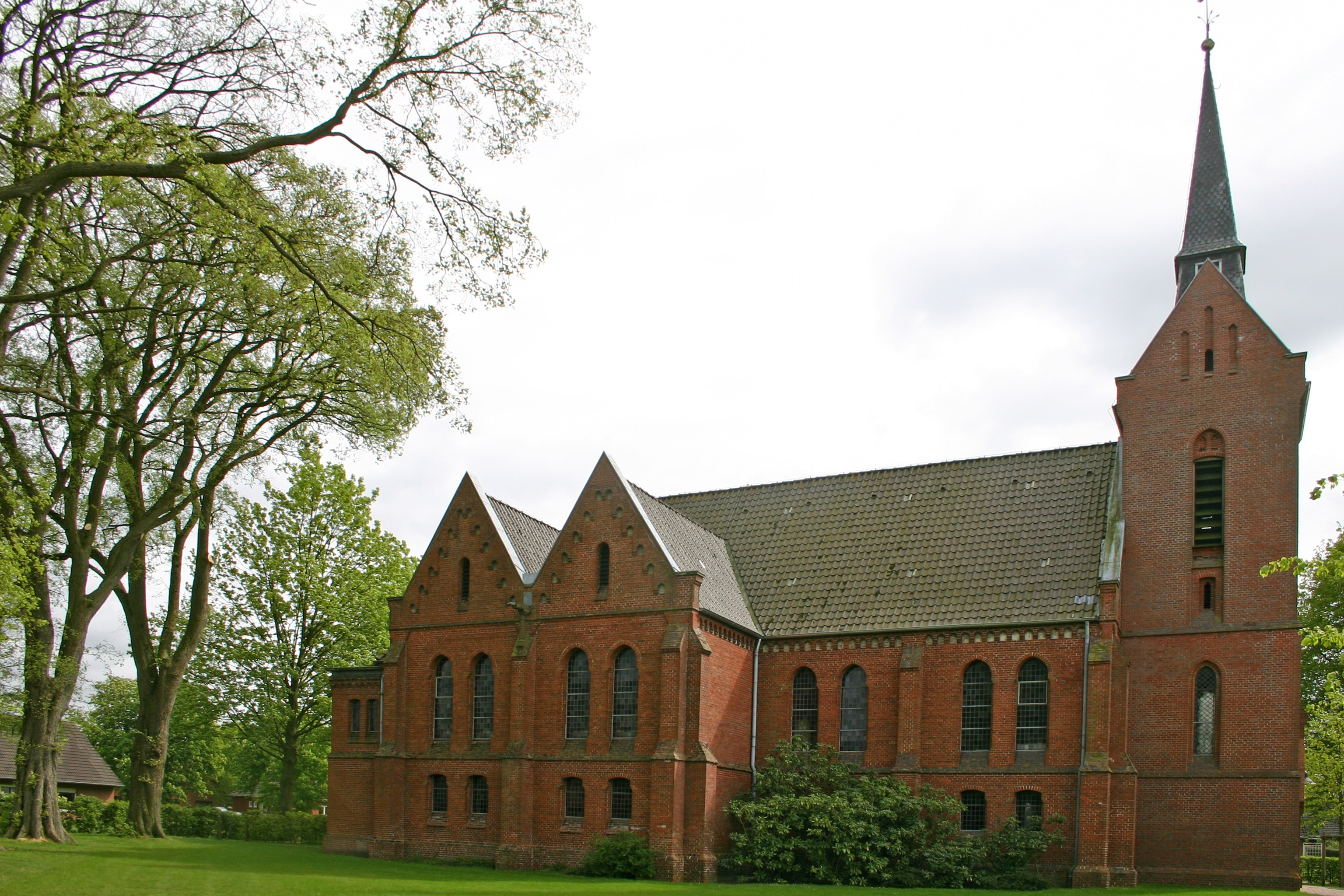
Die Christus-Kirche.

Die evangelisch-lutherische Christus-Kirche ist eine Kirche in Hollen, einem Teilort der Gemeinde Uplengen in Ostfriesland. Der neugotische Nachfolgebau für eine vorreformatorische Kirche wurde 1896 errichtet.

## Geschichte
Eine erste Kirche wurde bereits in vorreformatorischen Zeiten, vermutlich in der ersten Hälfte des 13. Jahrhunderts, in Hollen errichtet. Sie stand auf dem alten Friedhof östlich von der Pastorei. Nach dem derzeitigen Erkenntnisstand war sie eine typisch ostfriesische Saalkirche, die aus Backsteinen im mittelalterlichen Klosterformat im Stil der Romanik erbaut wurde. Ob sie ursprünglich eine Apsis besaß, ist bis dato unklar. Mehrfach ist diese Kirche renoviert worden.
Im 19. Jahrhundert wurde sie dennoch immer baufälliger und genügte auch in ihrer Größe nicht mehr den Ansprüchen der wachsenden Bevölkerung des Ortes, so dass die Gemeinde einen Abriss der alten und den Bau einer neuen Kirche an einem anderen Ort beschloss. 1894 begann die Errichtung der heutigen Kirche unter der Leitung des Kirchenbaumeisters Conrad Wilhelm Hase (1818–1902). Der Turm wurde sieben Meter kürzer als geplant gebaut. Vermutlich haben Kostengründe diese Entscheidung beeinflusst. Insgesamt kostete der Bau 54.860 Mark. Zwei Jahre nach Baubeginn wurde die Kirche am 11. Oktober 1896 feierlich eingeweiht.
Während des Ersten Weltkrieges mussten die Kirchenglocken zur Einschmelzung abgegeben werden. Wenige Jahre nach Ende des Krieges wurde die Kirche in den 1920er Jahren durch einen Brand beschädigt. Das Holzwerk im Inneren erhielt nach der anschließenden Renovierung aus Kostengründen einen Grauanstrich. Am Epiphaniastag 1925 wurden zwei neue Glocken eingeweiht, von denen eine im Zweiten Weltkrieg ebenfalls eingeschmolzen wurde. Als Ersatz beschaffte die Gemeinde die heute noch vorhandene zweite Glocke.

## Beschreibung

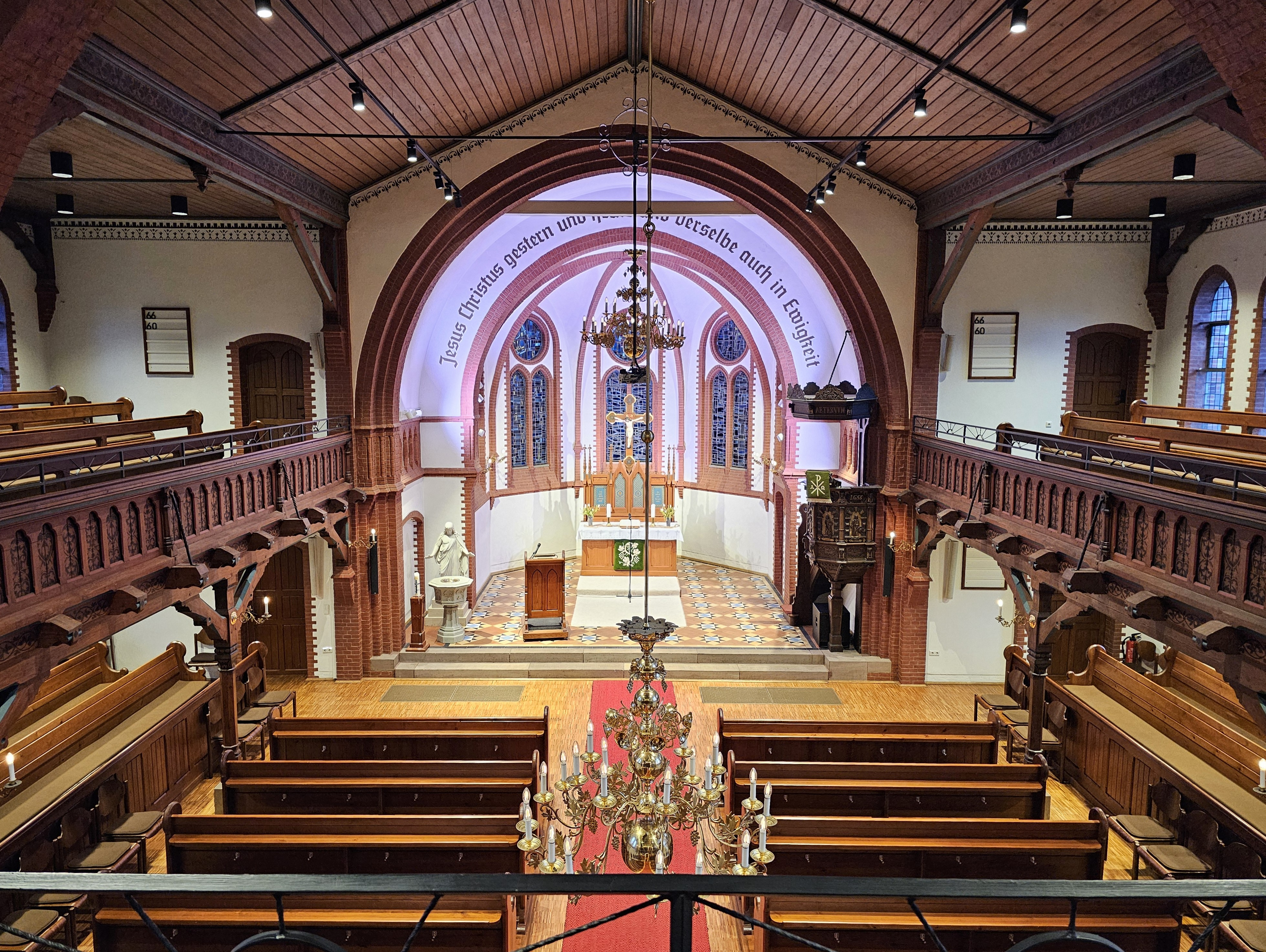
Innenraum

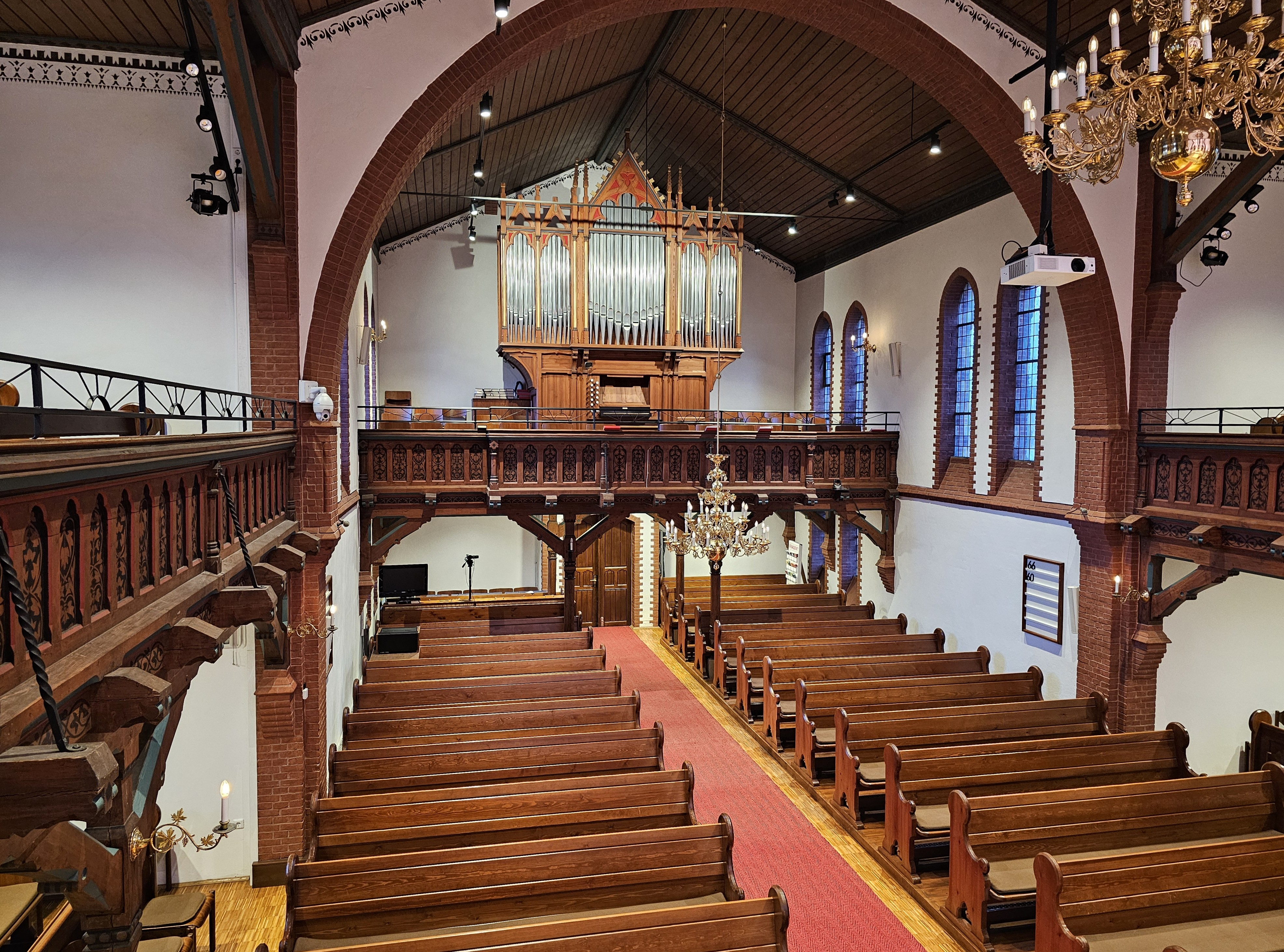
Blick zur Orgel

Dem damaligen Zeitgeist entsprechend wurde die Christus-Kirche im Stil der Neugotik erbaut. Dieser drückt sich vor allem am Langhaus mit zwei Jochen, dem Querhaus mit zwei Giebeln und dem Chor mit Strebepfeilern und Maßwerkfenstern aus. Formen der Neugotik finden sich auch am Westturm mit seinen sehr schmalen, hohen Fenstern. Das Kirchenschiff ist nach oben mit einer Holzdecke mit Schnitzwerk und Malereien abgeschlossen. Über dem Chor befindet sich ein Kreuzrippengewölbe. Die Innenwände sind  weiß verputzt, die Fensterlaibungen, Bögen und Türumrandungen zeigen rote Backsteinmuster.

## Ausstattung
Die Renaissance-Kanzel wurde aus dem Vorgängerbau übernommen. Sie wurde 1655 von dem  Tischler, Bildschnitzer und Maler Tönnies Mahler aus Leer geschaffen. Auf dem Kanzelkorb sind die vier Evangelisten mit ihren Symbolen zu sehen. Die Treppe und die Stütze der Kanzel wurden im 19. Jahrhundert erneuert.
Taufbecken und die Christusfigur stammen aus dem Jahre 1903.
Der Altar ist ein Werk aus dem Jahre 1990. In seinem Aussehen orientiert er sich an seinem neugotischen Vorgänger aus dem Jahre 1896, von dem das Kruzifix übernommen wurde.
Die einmanualige Orgel mit Pedal und zwölf Registern wurde 1989 von der Orgelbaufirma Alfred Führer aus Wilhelmshaven gebaut, die sich bei der Gestaltung des Prospekts auf Wunsch des kirchlichen Bauamtes nach neugotischen Prospektentwürfen von C. W. Hase richtete, wie einst der Erbauer der ersten Orgel Johann Martin Schmid.